# Toyota GR010 Hybrid
Der Toyota GR010 Hybrid ist ein Prototyp, der 2020 bei Toyota GAZOO Racing Europe für Sportwagenrennen entwickelt wurde.

## Die neuen Hypercars
2018 begannen die Technischen Delegierten der Fédération Internationale de l’Automobile und des ACO mit der Erarbeitung eines neuen Reglements für die höchste Leistungsklasse der FIA-Langstrecken-Weltmeisterschaft. Die als Le Mans Hypercars bezeichneten Rennwagen ersetzten ab Saisonbeginn 2021 die bis dahin eingesetzten LMP1-Prototypen. Die LMP-Klassen führte der ACO nach dem Ende der Gruppe C 1993 ein. Ab 2014 mussten Fahrzeughersteller in der LMP mit einem KERS-Prototypen an den Start gehen, wodurch die Kosten für Entwicklung und Einsatz der Wagen erheblich stiegen.
Der wesentliche Unterschied zu den LMP1-Fahrzeugen war bei den Hypercars die „Balance of Performance“ (BOP), die erstmals in der höchsten WEC-Klasse zum Tragen kam. Die BOP sollte die bestmögliche sportliche Ausgewogenheit zwischen den Teilnehmern gewährleisten. Geregelt wurde die BOP in erster Linie über das Fahrzeuggewicht und die Motorleistung. Um die Fahrzeugdaten auslesen zu können und zur besseren Kontrolle der Fahrzeugparameter waren Drehmomentsensoren an den Antriebswellen vom Reglement vorgeschrieben.
Im Unterschied zu den Einschränkungen bei der Motorentechnologie erhielten die Hersteller große Freiheiten bei der Aerodynamik. Dies schaffte einen Weg, Stilelemente von Supersportwagen und Designstudien in den Rennwagenbau zu übernehmen. Um die Homologation zu erreichen, war ein 30-Stunden-Dauertest vonnöten. Grundsätzlich wurde die Fahrzeugentwicklung des homologierten Modells auf fünf Jahre eingefroren. Das Reglement erlaubte den Teams jedoch fünf Änderungen am Fahrzeugkonzept während dieser Periode.

## Entwicklungsgeschichte und Technik
Bereits während des Entstehungsprozesses des Hypercar-Reglements bekundete der Toyota-Chief Executive Officer Akio Toyoda das Interesse des damals weltweit größten Automobilherstellers am neuen Fahrzeugkonzept. 2018 zeigte Toyota auf der Osaka Auto Messe den GR Super Sport Concept, der in unterschiedlichen Publikation als Designvorstufe für den GR010 missinterpretiert wurde. Das im Rahmenprogramm des 24-Stunden-Rennens von Le Mans 2020 präsentierte Fahrzeug war jedoch als Straßenversion des TS050 Hybrid konzipiert. Nach einem Unfall mit dem Vorserienprototyp am Fuji Speedway brach Toyota das Projekt ab.
Laut Pascal Vasselon, dem technischen Direktor von Toyota-GAZOO-Racing, übernahmen die Konstrukteure für den neuen Wagen nur ein paar Sensoren und Schalter aus dem TS050. Im Vergleich zum Vorgängermodell stieg der Hubraum des V-6-Biturbomotors von 2,4 auf 3,5 Liter Hubraum. Die Erhöhung des Hubraums hatte mehrere Gründe. Laut Reglement mussten die Motoren längere Laufleistungen erreichen als die Triebwerke der LMP1-Wagen. Die Systemleistung aus Motor und Hybrideinheit durfte 500 Kilowatt nicht überschreiten. Da die maximale Leistung des Hybridsystems bei 200 Kilowatt lag, musste der Verbrennungsmotor mehr Leistung erhalten. „Im Prinzip hat sich beim neuen Regelwerk der Fokus vom Hybridsystem wieder zum Verbrennungsmotor verschoben“, erklärte Toyota-Technikchef Pascal Vasselon. „Der Motor muss nun über weite Strecken die maximalen 680 PS abliefern, dazu muss er mehr Laufleistung schaffen. So war es logisch, die Reserven über den Hubraum zu erhöhen, zumal wir an dieser Stelle auch mehr Gewichtsspielraum hatten.“

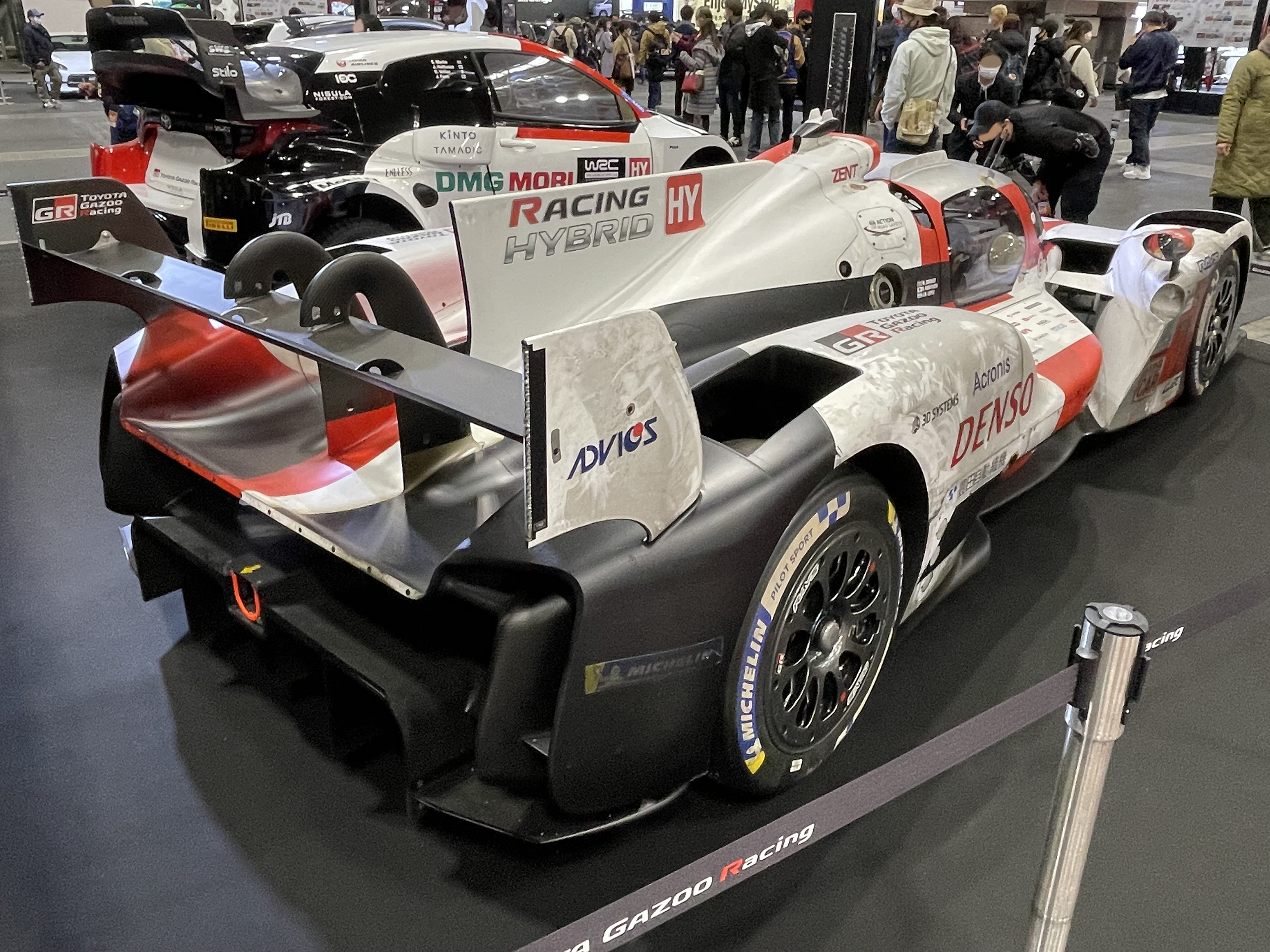
Heck des GR010 Hybrid, mit der Finne über der Motorabdeckung und dem verstellbaren Heckflügel

Der Elektromotor bezog seine Leistung über Bremsenergie-Rückgewinnung, die Energie speicherten Lithium-Ionen-Akkumulatoren. „In der alten LMP1-Klasse kam der Boost vom Hybridsystem simpel gesagt einfach obendrauf zur Motorleistung“, erklärte Vasselon. „Das ist beim neuen Reglement völlig anders. Man muss den Hybridanteil hoch und parallel die Motorleistung zurückfahren. Wenn wir den maximalen Hybridboost von 200 kW ausschöpfen, darf der Verbrenner nur noch 300 kW abgeben. Auch das Hybridsystem hat sich im Vergleich zum Vorgängermodell wegen der reduzierten Boostleistung und dem Fokus auf nur noch eine Rekuperationsquelle (MGU-K) deutlich verändert.“ „In der LMP1 mussten die Batterien viel mehr Leistung aufnehmen und abgeben. Die Größe der Batterie bemisst sich dabei an der Energieaufnahme bei der Rekuperation, aber auch die hat sich beim neuen Reglement stark reduziert“, so Vasselon. „Früher haben wir phasenweise 500 bis 600 kW Energie aufgenommen – das gibt es jetzt nicht mehr.“ Die Leistung des Hybridsystems durfte ausschließlich auf die Vorderachse abgegeben werden, und das erst bei einer Wagengeschwindigkeit von 120 km/h. Im Regen erhöhte sich dieser Wert auf 140 km/h.
Der GR010 Hybrid war länger, breiter, höher und schwerer als sein Vorgängermodell. Das Fahrzeug wog 1040 kg und war damit um 162 kg schwerer als der TS050. Neben einem neuen hydraulischen Bremssystem für die Hinterräder hatte der Rennwagen Einzelradaufhängungen und einen verstellbaren Heckflügel. Nicht mehr vorgeschrieben war die Finne über der Motorabdeckung. Weshalb man sich bei Toyota dennoch für dieses Bauteil entschied, erläuterte Projektleiter John Litjens bei der Präsentation des GR010 am 15. Januar 2021. „Die Finne verbessert das Abbremsmoment, wenn sich das Auto bei hohen Geschwindigkeiten querstellt. Daher haben wir uns aus Gründen der Sicherheit umentschieden und am Ende doch eine Finne verwendet.“

## Renngeschichte

### 2021
Sein Renndebüt gab der GR010 Hybrid beim 6-Stunden-Rennen von Spa-Francorchamps, dem ersten Wertungslauf der FIA-Langstrecken-Weltmeisterschaft 2021. Die beiden Fahrertrios blieben unverändert. Den Wagen mit der Startnummer 7 fuhren Mike Conway, Kamui Kobayashi und José María López. Die Nummer 8 steuerten Sébastien Buemi, Kazuki Nakajima und Brendon Hartley. Einziger Konkurrent in der LMH-Klasse war der zum Alpine A480 umgebaute Rebellion R13. Den ersten Hypercarsieg in der Geschichte des Sportwagensports erreichten Buemi, Nakajima und Hartley im GR010 mit der Nummer 8. Beim Rennen in Portimão, wo mit dem Glickenhaus SCG 007 LMH das zweite Hypercar debütierte, gewann erneut der Toyota mit der Nummer 8. Beim 6-Stunden-Rennen von Monza verloren die zweifachen Saisonsieger 43 Runden an den Boxen, nachdem wegen eines defekten Benzinfilters der Tank komplett aus- und wieder eingebaut werden musste. Dadurch gab es den ersten Saisonsieg für Conway, Kobayashi und López.
Beim 24-Stunden-Rennen von Le Mans gelang Mike Conway, Kamui Kobayashi und José María López nach mehreren Rückschlägen in den Jahren davor der Gesamtsieg. Für Toyota war es der vierte Le-Mans-Gesamtsieg in Folge. Auch die beiden letzten Rennveranstaltungen, 6- und 8-Stunden-Rennen von Bahrain, endeten mit Toyota-Gesamtsiegen. Toyota gewann mit klarem Vorsprung den Herstellertitel. Fahrerweltmeister wurden Mike Conway, Kamui Kobayashi und José María López.

### 2022

Siegerwagen von Sébastien Buemi, Brendon Hartley und Ryō Hirakawa beim 24-Stunden-Rennen von Le Mans 2022

Vor dem Saisonstart 2022 überarbeiteten die Techniker von Toyota den Einsatzwagen. Der Wagen erhielt eine neue Finne und größer dimensionierte Hinterräder. Statt wie bisher mit 13 Zoll breiten Rädern an der Vorder- und Hinterachse gingen die Wagen mit 12,5 x 18 Zoll-Rädern vorne und 14 x 18 Zoll-Rädern an der Hinterachse ins Rennen. Auch beim Fahrerkader gab es eine Änderung. Kazuki Nakajima hatte mit dem Ablauf der Saison 2021 seine Fahrerkarriere beendet und war ins Management von Toyota GAZOO Racing gewechselt. Als neuen Stammfahrer verpflichtete das Team seinen Landsmann Ryō Hirakawa.

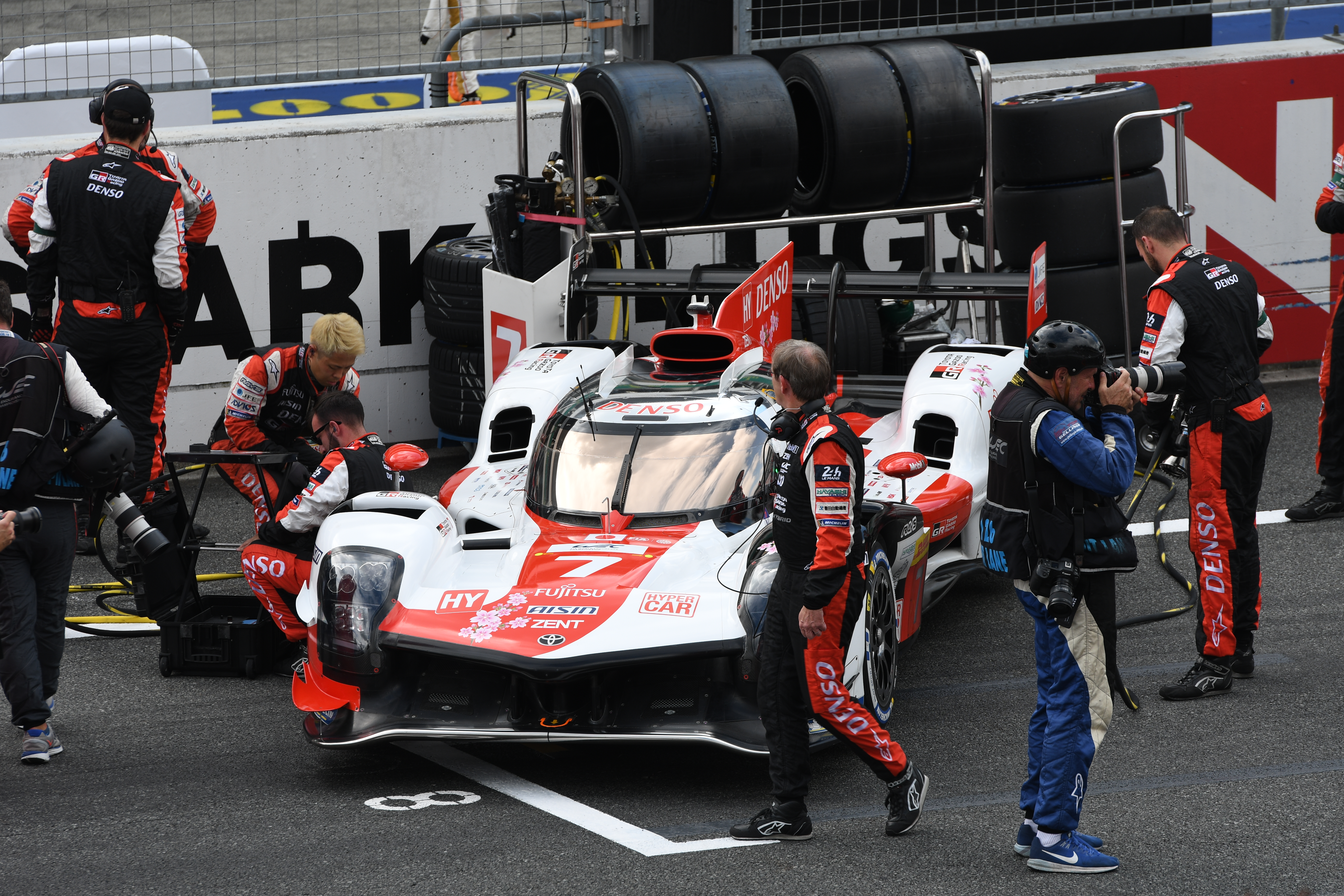
Der später siegreiche GR010 Hybrid vor dem Start zum 6-Stunden-Rennen von Fuji 2023

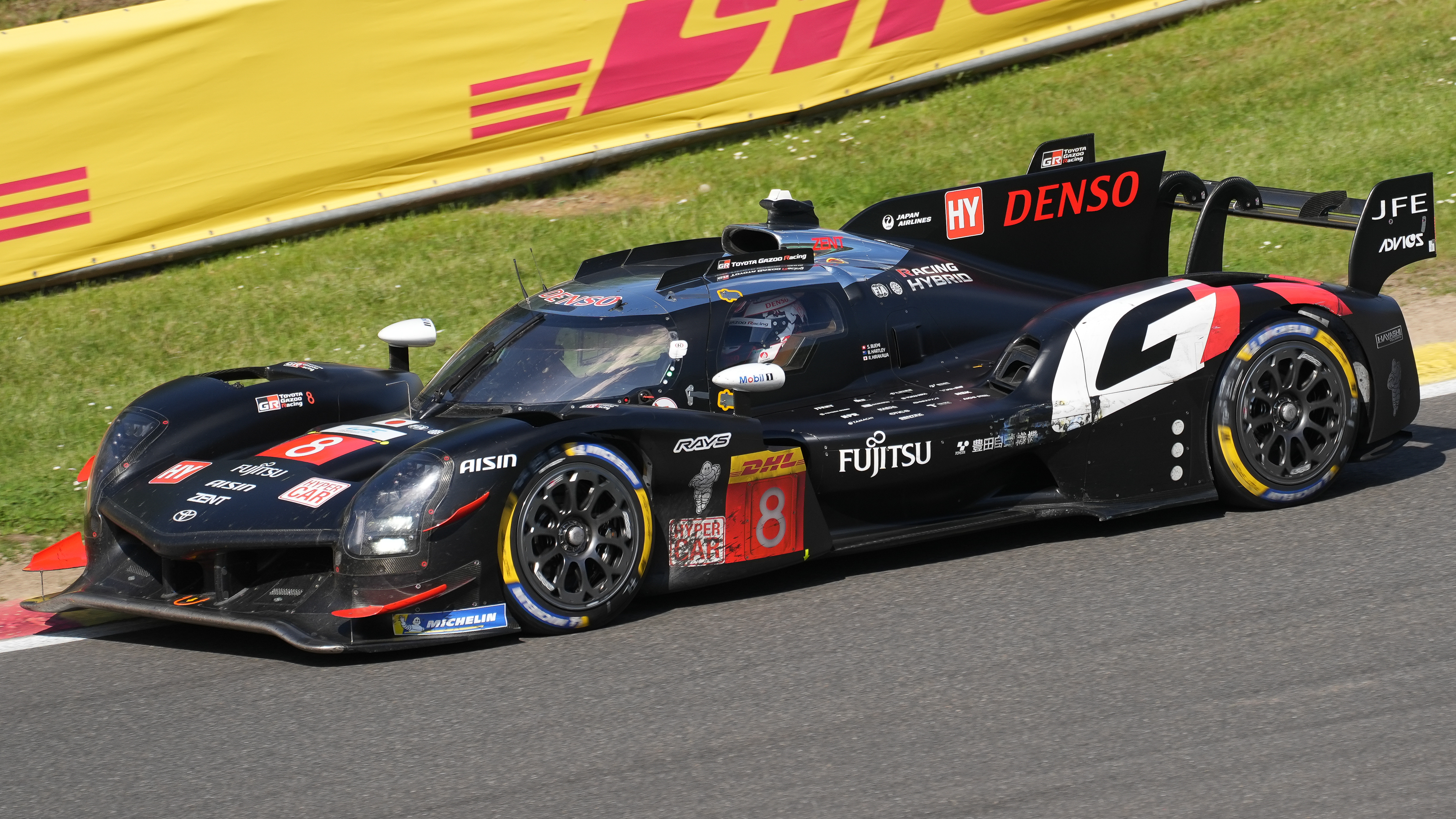
Toyota GR010 Hybrid, Version 2024, hier beim 6-Stunden-Rennen von Spa-Francorchamps

Vor dem Saisonstart, dem 1000-Meilen-Rennen von Sebring, musste Toyota erhebliche Einschnitte bei der Leistung hinnehmen. Der GR010 Hybrid musste 30 kg mehr Gewicht tragen (1070 statt 1040 kg), die maximale Leistung reduzierte der ACO auf 506 Kilowatt und die zu verbrauchende Energie pro Stint von 909 auf 898 Kilojoule. Statt bei 120 km/h durfte der Hybridantrieb erst bei 190 km/h zugeschaltet werden. Dadurch waren die beiden Wagen dem Alpine A480 unterlegen. Während der Wagen mit der Nummer 7 nach einem Unfall von José María López ausschied, kam der Wagen mit der Nummer 8 als Gesamtzweiter ins Ziel.
Nach dem Erfolg beim 6-Stunden-Rennen von Spa-Francorchamps gewann Toyota mit dem GR010 Hybrid erneut das 24-Stunden-Rennen von Le Mans.
Beim 6-Stunden-Rennen von Monza starteten die beiden GR010-Hybrid erstmals mit einem offenen Differential. Offene Differentiale haben keine Sperreinrichtung und sind ab der Saison 2023 den Teilnehmern der LMH- und LMDh-Klassen vorgeschrieben. Der Peugeot 9X8, der in Monza debütierte, war bereits damit ausgestattet. Laut Technikchef Pascal Vasselon war der Umstieg für Toyota eine Herausforderung: „Die neue Regel reduziert die Sperrfähigkeit des Differentials beim Bremsen, wodurch die Bremsstabilität und die Bremsleistung beeinträchtigt werden. Wir haben im Simulator einen Leistungsunterschied zum vorherigen Differential gesehen. Im Grund haben wir etwas an Stabilität verloren“, und „Wir müssen die Hardware, die die Übertragung des Drehmoments von links nach rechts reduziert, ändern und darüber hinaus müssen wir weitere Kontrolleinrichtungen am vorderen Motor installieren, um sicherzustellen, dass wir keine Probleme haben. Hier sind die Änderungen ziemlich groß: Hardware vorne und hinten, Steuerung und Regelung sind neu.“
Mit dem zweiten Rang beim letzten Saisonrennen in Bahrain hinter ihren siegreichen Teamkollegen, gewannen Sébastien Buemi, Brendon Hartley und Ryō Hirakawa den Fahrertitel der Langstrecken-Weltmeisterschaft. Es war der fünfte Fahrertitel für Toyota-Piloten in Folge. Auch in der Herstellerwertung war es der fünfte Titel in fünf Jahren.

### 2023
2023 begann eine neue Ära im Sportwagensport. Zu den Hypercars von Toyota, Peugeot und Glickenhaus kamen beim 1000-Meilen-Rennen von Sebring die neuen Rennwagen von Ferrari, Cadillac, Porsche und Vanwall hinzu. Gegen diese starke Konkurrenz gelang den beiden GR010 Hybrid mit einem Doppelsieg ein makelloser Saisonauftakt. Beide Toyota  überrundeten das restliche Starterfeld mindestens zweimal.
Toyota bliebe während der Saison nur einmal sieglos. Vor dem 24-Stunden-Rennen von Le Mans änderte der ACO die Hypercar-BOP zu Ungunsten von Toyota, was zu erheblicher Kritik der Teamleitung führte. Das Rennen gewann AF Corse mit dem Ferrari 499P. Toyota gewann mit den GR010 Hybrid 2023 sowohl die Team, als auch die Fahrerwertung, die Brendon Hartley, Ryō Hirakawa und Sébastien Buemi für sich entschieden.

### 2024
Vom Beginn der Saison war der GR010 Hybrid durch die BOP-Einstufung der schwerste Wagen im Hypercar-Feld. Dennoch gelang Toyota beim zweiten Wertungslauf, dem 6-Stunden-Rennen von Imola, der erste Saisonsieg. In Le Mans musste sich das Team erneut einem Ferrari 499P geschlagen. Der zweite Saisonsieg in São Paulo brachte weiteres Zusatzgewicht durch die BOP. Dennoch gelang Toyota die Titelverteidigung in der Herstellerwertung, die durch einen Sieg beim letzten Saisonrennen in Bahrain möglich wurde.

## Statistik

### Einzelergebnisse in der FIA-Langstrecken-Weltmeisterschaft
| Saison | Team                | Startnummer | Fahrer                                                     | 1   | 2   | 3   | 4   | 5   | 6   | 7   | 8   |
| ------ | ------------------- | ----------- | ---------------------------------------------------------- | --- | --- | --- | --- | --- | --- | --- | --- |
| 2021   | Toyota Gazoo Racing | 7           | Mike Conway Kamui Kobayashi José María López               | SPA | POR | MON | LEM | BAH | BAH |     |     |
| 2021   | Toyota Gazoo Racing | 7           | Mike Conway Kamui Kobayashi José María López               | 3   | 2   | 1   | 1   | 1   | 2   |     |     |
| 2021   | Toyota Gazoo Racing | 8           | Sébastien Buemi Kazuki Nakajima Brendon Hartley            | SPA | POR | MON | LEM | BAH | BAH |     |     |
| 2021   | Toyota Gazoo Racing | 8           | Sébastien Buemi Kazuki Nakajima Brendon Hartley            | 1   | 1   | 34  | 2   | 2   | 1   |     |     |
| 2022   | Toyota Gazoo Racing | 7           | Mike Conway Kamui Kobayashi José María López               | SEB | SPA | LEM | MON | FUJ | BAH |     |     |
| 2022   | Toyota Gazoo Racing | 7           | Mike Conway Kamui Kobayashi José María López               | DNF | 1   | 2   | 3   | 2   | 1   |     |     |
| 2022   | Toyota Gazoo Racing | 8           | Sébastien Buemi Ryō Hirakawa Brendon Hartley               | SEB | SPA | LEM | MON | FUJ | BAH |     |     |
| 2022   | Toyota Gazoo Racing | 8           | Sébastien Buemi Ryō Hirakawa Brendon Hartley               | 2   | DNF | 1   | 2   | 1   | 2   |     |     |
| 2023   | Toyota Gazoo Racing | 7           | Mike Conway Kamui Kobayashi José María López               | SEB | POR | SPA | LEM | MON | FUJ | BAH |     |
| 2023   | Toyota Gazoo Racing | 7           | Mike Conway Kamui Kobayashi José María López               | 1   | 9   | 1   | DNF | 1   | 1   | 2   |     |
| 2023   | Toyota Gazoo Racing | 8           | Sébastien Buemi Ryō Hirakawa Brendon Hartley               | SEB | POR | SPA | LEM | MON | FUJ | BAH |     |
| 2023   | Toyota Gazoo Racing | 8           | Sébastien Buemi Ryō Hirakawa Brendon Hartley               | 2   | 1   | 2   | 2   | 6   | 2   | 1   |     |
| 2024   | Toyota Gazoo Racing | 7           | Mike Conway Kamui Kobayashi Nyck de Vries José María López | KAT | IMO | SPA | LEM | SAO | AUS | FUJ | BAH |
| 2024   | Toyota Gazoo Racing | 7           | Mike Conway Kamui Kobayashi Nyck de Vries José María López | 5   | 1   | 7   | 2   | 4   | 2   | DNF | DNF |
| 2024   | Toyota Gazoo Racing | 8           | Sébastien Buemi Ryō Hirakawa Brendon Hartley               | KAT | IMO | SPA | LEM | SAO | AUS | FUJ | BAH |
| 2024   | Toyota Gazoo Racing | 8           | Sébastien Buemi Ryō Hirakawa Brendon Hartley               | 8   | 5   | 6   | 5   | 1   | 15  | 10  | 1   |
| 2025   | Toyota Gazoo Racing | 7           | Mike Conway Kamui Kobayashi Nyck de Vries                  | KAT | IMO | SPA | LEM | SAO | AUS | FUJ | BAH |
| 2025   | Toyota Gazoo Racing | 7           | Mike Conway Kamui Kobayashi Nyck de Vries                  | 6   | 7   | 7   | 5   | 14  |     |     |     |
| 2025   | Toyota Gazoo Racing | 8           | Sébastien Buemi Ryō Hirakawa Brendon Hartley               | KAT | IMO | SPA | LEM | SAO | AUS | FUJ | BAH |
| 2025   | Toyota Gazoo Racing | 8           | Sébastien Buemi Ryō Hirakawa Brendon Hartley               | 5   | 5   | 4   | 15  | 15  |     |     |     |